# Hell or Highwater
Hell or Highwater — дебютный студийный альбом американского актёра и певца Дэвида Духовны. Он был выпущен 12 мая 2015 года на лейбле Thinksay Records. Бэк-группа Духовны Weather на пластинке целиком состоит из музыкантов, получивших образование в Беркли. Продюсером альбома выступил участник Weather Колин Ли.
Альбом сделан в жанрах фолк-рок и альтернативный рок с элементами кантри. Духовны упомянул различных рок- и фолк-исполнителей, будь то Леонард Коэн, Боб Дилан, Wilco, R.E.M. и The Flaming Lips, как оказавших влияние на пластинку.

## История создания
За 4 года до создания альбома, в ходе работы над сериалом Калифорникейшн, Духовны начал осваивать игру на гитаре и в итоге решил попробовать свои силы в музыке профессионально. Все песни с альбома он написал у себя в квартире. Он заметил, что если большинству начинающих авторов-исполнителей труднее всего даются тексты, ему было труднее с мелодиями. Также он уточнил, что песни не автобиографические, но всё же навеяны его жизненным опытом.

## Список композиций
Все песни написаны Дэвидом Духовны.
1. Let It Rain — 4:35
2. 3000 — 3:40
3. Stars — 2:58
4. Hell or Highwater — 5:46
5. The Things — 3:57
6. The Rain Song — 4:07
7. Unsaid Undone — 4:16
8. Lately It’s Always December — 4:50
9. Another Year — 4:56
10. Passenger — 4:38
11. When the Time Comes — 3:39
12. Positively Madison Avenue — 6:57

## Отзывы критиков
Критик Washington Times Эрик Альтхофф раскритиковал вокальные данные Духовны, написав: «В целом, диск неровный; когда он хорош, то получается достойно, но вокал Духовны оказывается его самой большой помехой». Джим Фарбер из New York Daily News охарактеризовал пластинку как «заслуживающий доверия рок-альбом» и отметил, что стиль пения Духовны был «угрюмым, внутренним и сломленным, с характером, искупленным мрачным очарованием». Фарбер также заключил: «Превзойдя подавляющее большинство других запевших актёров, Духовны может гордиться собой».